# فلورا کوگوئرل
فلورا کوگوئرل (فرانسوی: Flora Coquerel‎؛ زادهٔ ۱۴ مارس ۱۹۹۴) یک مدل زیبایی فرانسوی است. او نماینده فرانسه در مراسم دوشیزه جهان ۲۰۱۵ است.

## زندگی شخصی
فلورا در رشته تجارت بین‌المللی تحصیل کرده است. پدر و مادر او از هم جدا شده‌اند.

### دوشیزه فرانسه ۲۰۱۴
فلورا دوشیزه فرانسه در سال ۲۰۱۴ شد و به عنوان نماینده بخش اورلینیس در این مراسم شرکت کرد.

### دوشیزه جهان ۲۰۱۴
فلورا به عنوان نماینده فرانسه در مراسم دوشیزه جهان شرکت کرد. او موفق به بکسب بالاترین نمره شد و وقتی به ۲۰ نفر رسید از راهیابی به شب فینال بازماند.